# Albert Olsson (Fußballspieler)

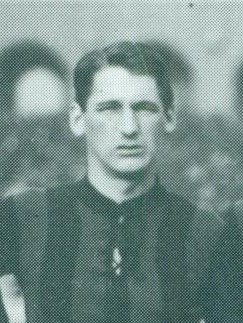
Albert Olsson mit GAIS, 1919

Albert Olsson (* 28. November 1896 in Göteborg; † 20. Oktober 1977 ebenda) war ein schwedischer Fußballspieler. Der hauptsächlich als Stürmer eingesetzte Spieler, der zwischen 1919 und 1927 in der schwedischen Nationalmannschaft auflief, gewann in der Allsvenskan-Spielzeit 1926/27 den Titel des Torschützenkönigs.

## Werdegang
Olsson wuchs im Göteborger Stadtteil Olskroken auf. Dort gründete er mit Freunden unter dem Namen IK Höge einen eigenen Verein. Über die Göteborger Klubs Frigg und Celtic kam er 1915 als 18-Jähriger zu GAIS. Dort rückte er schnell in die A-Mannschaft auf und debütierte beim Lokalderby gegen IFK Göteborg. Zwei Jahre später hatte er sich zum Stammspieler entwickelt. Als Angriffsspieler wusste er zu überzeugen und erreichte im Februar 1919 mit seiner Mannschaft das Endspiel um die Svenska Mästerskapet, in dem der Stockholmer Klub Djurgårdens IF durch einen 4:1-Erfolg besiegt und damit der Klub zum ersten Mal in seiner Vereinsgeschichte Landesmeister wurde. Im Oktober des Jahres rückte er in die schwedische Nationalmannschaft auf. An der Seite von Robert Zander, Valdus Lund sowie seiner Mannschaftskameraden Rune Wenzel und Joel Björkman debütierte er beim 3:0-Erfolg über die dänische Nationalmannschaft durch drei Tore von Herbert Karlsson.
Im Sommer 1920 gehörte Olsson zum Kader der Nationalmannschaft bei den Olympischen Spielen in Antwerpen. Beim Auftaktspiel gegen Griechenland erzielte er beim 9:0-Sieg seine ersten beiden Länderspieltore. Nach einer 4:5-Niederlage nach Verlängerung gegen die Niederlande im Viertelfinale kam er in der Trostrunde bei der 1:2-Niederlage gegen Spanien auch im dritten Spiel der Auswahl im Turnierverlauf zum Einsatz. Nach Verletzungen und einem Unglück im Familienbereich verschwand er kurze Zeit später aus dem aktiven Fußballgeschäft.
1924 kehrte Olsson auf den Fußballplatz zurück. Rechtzeitig zu Beginn der ersten Spielzeit in der Allsvenskan lief er an der Seite von Fritjof Hillén, Konrad Hirsch und Gunnar Holmberg erneut für GAIS auf. Am 3. August des Jahres erzielte er beim 2:1-Auswärtserfolg bei Helsingborgs IF das erste Tor für den Klub in der neu eingeführten Liga. Mit 18 Toren in 20 Spielen bis zum Saisonende war er bester vereinsinterner Torschütze und führte den Klub somit zum ersten Platz der Allsvenskan, der schwedische Meistertitel wurde jedoch seinerzeit nicht vergeben. Parallel kehrte er zudem kurzzeitig in die Nationalelf zurück und bestritt im Juni ein Länderspiel gegen Dänemark. Auch in den folgenden Jahren erwies er sich als treffsicher. Nach erneut 18 Toren im folgenden Jahr, die zum zweiten Tabellenplatz reichten, führte er die Mannschaft 1927 mit 24 Treffern in 22 Saisonspielen erneut auf den ersten Rang. Mit dieser Torausbeute platzierte er sich zudem vor Harry Lundahl von Helsingborgs IF, dem 22 Tore im Saisonverlauf gelangen, und dem 21fachen Torschützen Filip Johansson vom Lokalrivalen IFK Göteborg an erster Stelle in der Torschützenliste der Allsvenskan. Zwei Jahre nach seinem letzten Länderspieleinsatz wurde er daraufhin erneut in die Nationalelf berufen und bestritt zwei Länderspiele, in denen er zwei Tore erzielte.
In den zwei folgenden Spielzeiten bis 1929 erzielte Olsson jeweils 14 Tore. Damit war er in den ersten fünf Allsvenskan-Spielzeiten bester vereinsinterner Torschützenkönig. Im Herbst 1929 beendete er seine aktive Karriere. In 132 Erstligaspielen hatte er 104 Tore erzielt. Zudem gelangen ihm in zehn Länderspielen fünf Treffer.
Im Anschluss an seine aktive Laufbahn zeichnete sich Olsson als Vereinsfunktionär aus. Bereits 1918 hatte er als Revisor für GAIS erste Aufgaben abseits des Fußballplatzes übernommen und wurde als Spieler 1926 stellvertretender Vereinsvorsitzender. Lange Zeit arbeitete er für Klubs, davon zwischen 1943 und 1960 als Sekretär sowie als Nachwuchstrainer und Talentscout. Hauptberuflich arbeitete er bei der Göteborger Straßenbahn.